# جورج آدامز
جورج آدامز (بالإنجليزية: George Adams) (16 أكتوبر 1926 في المملكة المتحدة - 1 يوليو 2011 في المملكة المتحدة) هو لاعب كرة قدم بريطاني (وحمل سابقاً جنسية المملكة المتحدة لبريطانيا العظمى وأيرلندا) في مركز نصف الجناح. لعب مع نادي ليتون أورينت ونادي باث سيتي.